# Tirpitz-Museum

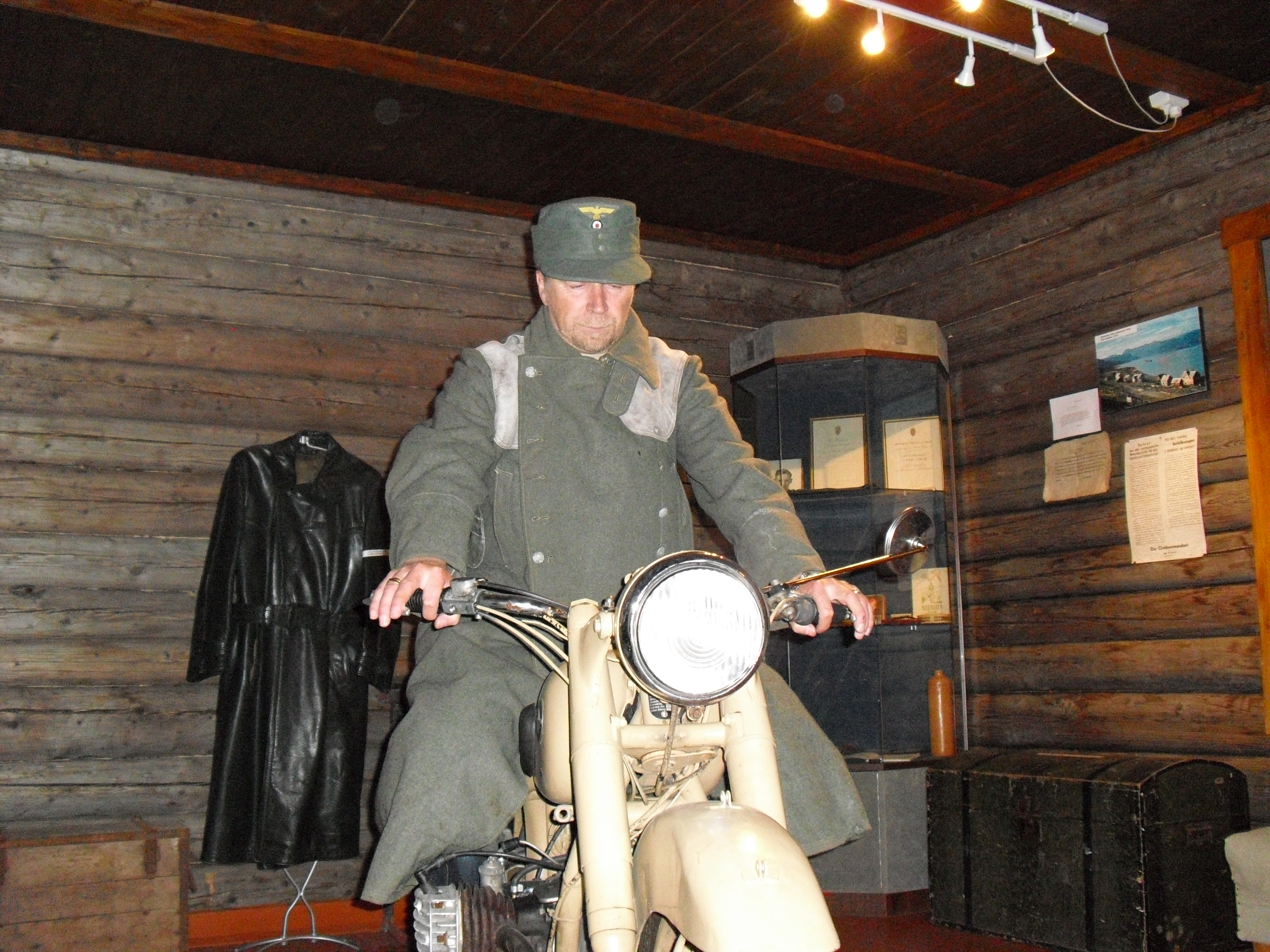
Ausstellung im Tirpitz-Museum in Kåfjord

Das Tirpitz-Museum ist ein privat betriebenes Militaria-Museum im Dorf Kåfjord westlich der Stadt Alta in Norwegen. Es enthält eine Sammlung von Gegenständen und Bildern des deutschen Schlachtschiffs Tirpitz sowie andere Militaria. Das Museum ist nicht mit dem Alta-Museum in Alta verbunden.
Das hölzerne Museumsgebäude stammt aus den 1880er Jahren und stand ursprünglich in Lillehammer. Es wurde dort 1946 abgebaut und als Beitrag zum Wiederaufbau der im Krieg verwüsteten Region nach Alta verschifft, wo es bis 1961 als das erste Altenpflegeheim in der Provinz Finnmark diente.